# Івашкевич Григорій Артемович
Івашкевич Григорій Артемович (*31 січня 1917 — †12 лютого 1997) — український лікар, доктор медичних наук, професор, завідувач кафедри шпитальної хірургії ЛНМУ імені Данила Галицького(1968–1985).

## Біографічні відомості
Народився 31 січня 1917 року в місті Юстинграді Київської області в сім'ї селян. Після переїзду сім'ї на Донбас у 1932 році закінчив Микитівську неповну середню школу і став працювати на шахті. Спочатку працював підсобним робітником, згодом — машиністом електровоза на шахтах «Комсомолець», «19 20», «№ 8» імені Сталіна в Горлівському районі. Восени 1935 року здав вступні екзамени і був зарахований студентом Щербинівського гірничого робфаку, який успішно завершив у 1936 році. Восени 1936 року після успішної здачі екзаменів був прийнятий на лікувальний факультет 1-го Харківського медичного інституту. Літом 1938 року переведений на 3-ій курс в Ленінградську військово-медичну Ордена Леніна академію імені С. М. Кірова. З початком Німецько-радянської війни в 1941 році після її закінчення був скерований в діючу армію Південно-західного фронту. 18 вересня 1941 року разом з МСБ-86 в бою під м. Чорнухи Полтавської області потрапив в оточення і полон. Під час полону працював лікарем в шпиталі для радянських військовополонених у м. Лохвиця Полтавської області. 12 вересня 1943 року звільнений з полону Радянською Армією і знову призваний до її рядів. В березні 1945 року під час обстрілу м. Гляйвіц (Німеччина) отримав компресійний перелом хребта, у зв'язку з чим був демобілізований.
Після демобілізації 11 листопада 1945 року був призначений головним лікарем районної лікарні у м. Великі Мости Львівської області, де працював до 1947 року. З березня 1947 по 1949 рр. працював старшим ординатором хірургічного відділення Нестерівської (тепер — Жовквівської) ЦРЛ. З 22 березня 1949 по 1956 рр. завідував хірургічним відділенням Яворівської ЦРЛ.

В 1956 році захистив кандидатську дисертацію, присвячену діагностичному значенню пульсації черевної аорти, і перейшов на роботу в Львівський медичний інститут на кафедру туберкульозу. Там пропрацював до 1959 року, одночасно поєднуючи посади доцента кафедри (з 1957 р.) і завідувача відділення легеневої хірургії. В 1959–1968 рр. працював доцентом на кафедрі загальної хірургії. У 1965 році захистив докторську дисертацію «Хірургічні аспекти проблеми постхолецистектомічного синдрому», у 1966 році йому присвоєно вчене звання професора.

В 1968 році очолив кафедру шпитальної хірургії Львівського національного медичного університету імені Данила Галицького, якою завідував до 1985 року. З 1985 по 1991 роки працював професором цієї ж кафедри. В 1992 році став проректором із навчальної роботи і очолив кафедру загальної і факультетської хірургії в приватному Дрогобицькому медичному інституті, де працював до 1994 року. Автор близько 300 наукових і навчально-методичних праць, серед них 2-х монографій, 5-ти авторських свідоцтв. Підготував 3 докторів і 15 кандидатів медичних наук.

Помер 12 лютого 1997 року. Похований у Львові на Личаківському цвинтарі (поле 82).

## Напрями наукових досліджень
Комплексне лікування і евакуації хворих правцем; хірургічне лікування шлунково-кишкових кровотеч; удосконалення методів шлункової хірургії, зокрема, резекції шлунка за Більрот-І; лікування ендогенних інтоксикацій при перитоніті, сепсисі, інших гнійно-запальних процесах; опрацювання оригінальної гіпотези розвитку гострого панкреатиту.

## Основні праці
•Диагностическое значение пульса брюшной аорты (канд. дис.). Львів, 1956;

•Комплексное лечение столбняка (докт. дис.). Львів, 1965;

•Сепсис и септические состояния. Вестн Хирург 1974,№ 1;

•Хирургическая инфекция и методы борьбы с ней. Клин Хирург 1976, № 5;

•О патогенезе острого панкреатита. // Клинич. хирургия. — 1977. — N 4. — С. 7-13.

•Природа пареза кишечника при остром гнойном перитоните// Вестник хирургии.-1974.- № 5.-С.55-57.

•Механизм развития септических метастазов. Вестн Хирург 1985, № 2;

•Диссеминированный ишемический некроз при профузных гастродуоденальных кровотечениях. Вестн Хирург 1983, № 8;

•Комплексное лечение больных с гнойными процессами (монографія). Київ, Здоров'я, 1979 (співавт.);

•Преступление без наказания (брошура). Львів, Край, 1995;

•Способ лечения анаэробной флегмоны стопы при сахарном диабете 15.11.1991 г. Патент РФ № 01690700;